# Alexander Wieland
Alexander Wieland (* 2. April 1971 in Baden-Baden) ist ein deutscher parteiloser Kommunalpolitiker.

## Leben
Wieland legte 1990 am Technischen Gymnasium in Rastatt das Abitur ab. Anschließend leistete er Wehrdienst. Von 1991 bis 1996 studierte er Bauingenieurwesen an der Universität Karlsruhe. Von 1996 bis 2002 war er als Projektleiter bei Wolff & Müller tätig. Von 2002 bis 2007 war er Projektleiter bei der Entwicklungsgesellschaft Cité in Baden-Baden. Von Januar bis Juni 2008 war er als Projektleiter in einem Bauingenieurbüro tätig. Daraufhin war er von Juli bis November 2008 Technischer Leiter der Gartenstadt Karlsruhe. Von 2008 bis 2024 war er Geschäftsführer der Gesellschaft für Stadterneuerung und Stadtentwicklung sowie der Gesellschaft für Gewerbeentwicklung Baden-Baden. 2024 wurde er als Nachfolger von Alexander Uhlig zum Baubürgermeister, Ersten Bürgermeister und Stellvertreter des Oberbürgermeisters von Baden-Baden gewählt.
Wieland ist verheiratet und hat drei Kinder.